# 모노뱅크
모노뱅크(монобанк)는 우크라이나의 온라인 은행으로 우크라이나에서 고객 7백만 명 이상을 거느리고 있으며 우크라이나에서 기존의 점포 개념이 없는 첫 온라인 은행이다. 우크라이나에서 가장 많이 사용되는 핀테크 어플들 중에서 앱스토어에서는 두 번째로, 구글 플레이에서는 세 번째로 가장 많이 다운된 앱이다. 우크라이나에서의 기존 네오뱅크들 모두와 같이 모노뱅크는 모은행, 즉 유니버셜 뱅크의 거래 자격을 사용하는데 이는 타스 그룹의 일부이며 우크라이나 사업가 세르히 티히프코(Serhiy Tihipko)에 속한다. 2018년 모노뱅크는 페이스페이스 매거진 어워즈에 의하면 우크라이나에서 최고의 핀테크 스타트업으로 인정받았고 핀워즈에 의해 '올해의 네오뱅크'를 수상했다. 모노뱅크는 2017년 정식 운영을 시작했다. 10월 17일부터 11월 22일 사이에 모노뱅크 서비스가 베타 테스트 모드였고 테스터 숫자는 17,000명을 넘었다.

## 러시아의 우크라이나 침공
러시아가 우크라이나를 침공하는 동안 모노뱅크는 자원봉사자들이 소셜미디어를 통해 민수용 및 군용 물자들을 위한 비용을 마련하는 주요한 방법들 중 하나가 됐다. 2022년 11월 모노뱅크 공동창립자 올레흐 고로호우스키는 60억 흐리우냐(미화 약 1억 6,200만 불)가 넘는 액수가 침공 이후 우크라이나군을 위해 모노뱅크를 통해 모금됐다고 밝혔다. 2022년 12월 29일 현재 대형 자선 단체와 소규모 자원봉사자들이 106억 흐리우냐(미화 약 2억 8700만 불)를 모노뱅크를 통해 마련했다.

## 같이 보기
- 와이즈 (기업)